# Chely Lima

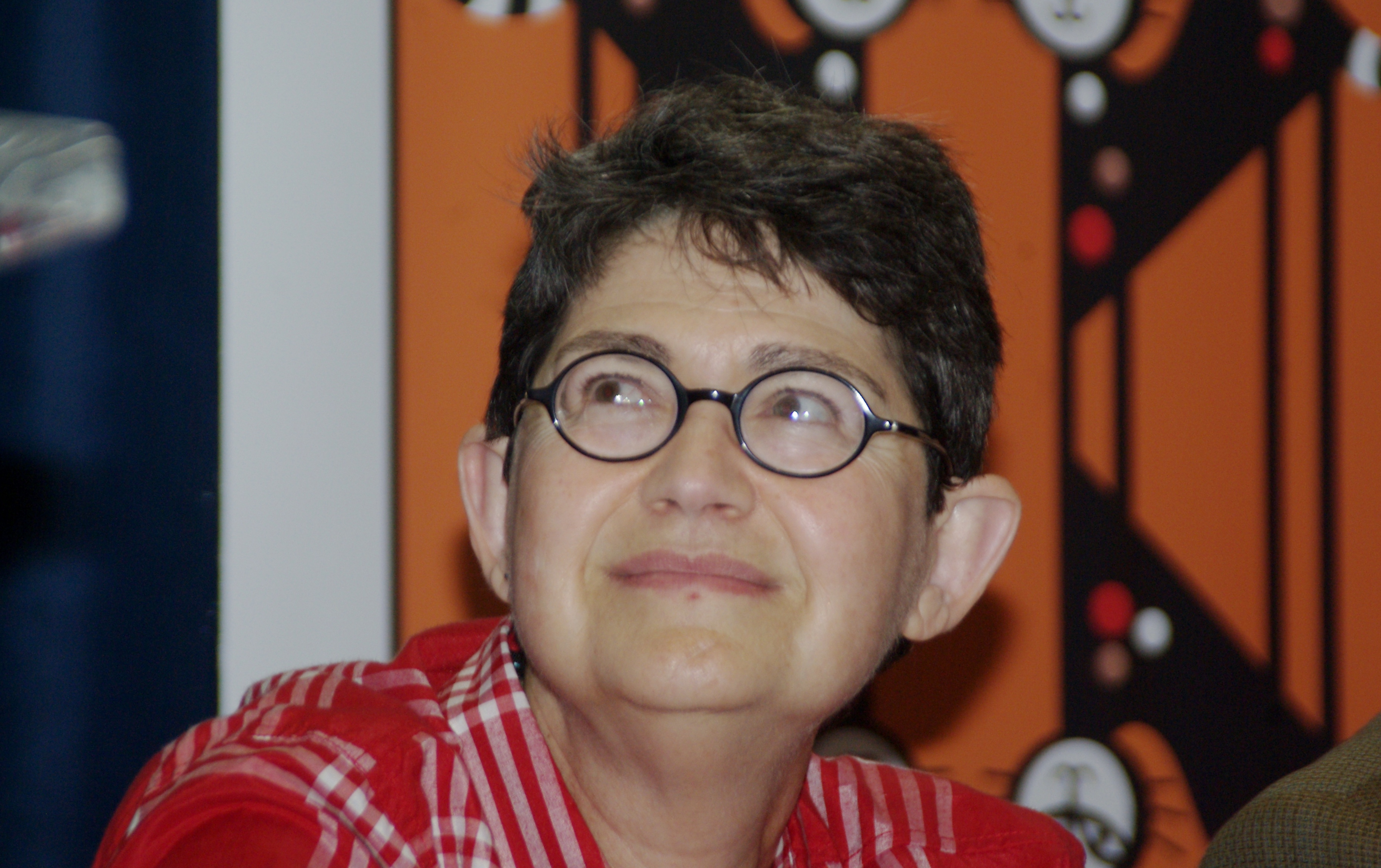
Chely Lima (2014)

Chely Lima (* 6. Januar 1957 in Havanna als Graciella Lima Álvarez; † 21. Januar 2023 in Miami) war ein kubanisch-US-amerikanischer transgeschlechtlicher Schriftsteller, Dramaturg, Drehbuchautor und Fotograf. Er schrieb Gedichte, wie auch Erzählungen, Science-Fiction für Kinder und Erwachsene, Theaterstücke und Drehbücher bzw. Scripte für Film, Fernsehen und Radio. In seinen Werken verarbeitet er auch seine Transgeschlechtlichkeit. Sie wurden in zahlreiche Sprachen übersetzt.

## Leben und Wirken
Chely Lima wuchs in Ariguanabo, Güira de Melena, einem in der heutigen Provinz Artemisa gelegenen Vorort von Havanna auf. Sein Vater baute dort zu jener Zeit gerade das Familienanwesen.

### Berufliches und künstlerisches Wirken
Lima studierte an der Universität Havanna. Danach begann er am Instituto Cubano del Arte e Industria Cinematográficos zu arbeiten. Er veröffentlichte in den frühen 1980er Jahren Gedichte und Science-Fiction-Kurzgeschichten. Sein erstes Buch, Tiempo nuestro (unsere Zeit), ein Gedichtband, der 1981 erschien, wurde mit einem Preis der Universität Havanna ausgezeichnet. Sein nächstes Buch, Monólogo con lluvia (Monolog mit dem Regen, 1981), erhielt den kubanischen David-Preis.
Während seiner Arbeit lernte er seinen späteren zweiten Ehemann, Alberto Serret, kennen. Ähnlich wie Lima war dieser ebenfalls Schriftsteller und Dramaturg. Zusammen stellten sie Projekte auf die Beine, die sie beide bekannt machten. Darunter befand sich u. a. die TV-Serie Shiralad o El regreso de los dioses aus dem Jahr 1990, die in Kuba ein großes Publikum erreichte. Danach arbeiteten beide an verschiedenen Theater-Projekten, darunter die Rock-Oper Violente, erschienen im Jahr 1987 und komponiert von Edesio Alejandro, sowie populäre kubanische Fernsehserien.
In den 1990er Jahren zog Lima mit seinem Mann nach Ecuador, wo sie als Autoren für Radio und Fernsehen arbeiteten.
Nach dem Tod von Serret im Jahr 2000 lebte Lima einige Jahre in Buenos Aires. 2006 nahm er ein Praktikum am Young Museum in San Francisco an. Zwei Jahre später zog er dann nach Miami, wo er den Rest seines Lebens damit verbrachte, Theater-Reviews zu schreiben, junge Autoren anzuleiten und für sich selbst zu schreiben.

### Privates und Leben als Transgender
Chely Lima wurde offiziell als Mädchen mit dem Namen Graciella Lima Álvarez geboren, oder wie er es selbst ausdrückt, „als Mann, der mit der Geburt den Namen einer Frau bekam“. Schon als Kind fühlte er sich fremd in seinem Körper. Mit Erreichen der sexuellen Reife identifizierte er sich als bisexuell und trans. Frauen waren für ihn interessant, um mit ihnen ins Bett zu gehen, jedoch nichts zum Verlieben.
Im Alter von 14 Jahren erkrankte er an Krebs. Nach der Entlassung aus dem Krankenhaus wollte er das Leben in vollen Zügen genießen, in der Überzeugung, nicht mehr viel Zeit zu haben. Im Alter von nur 15 Jahren heiratete er zum ersten Mal, um von zu Hause ausziehen zu können.
Außerhalb der Familie verkomplizierte sich sein Leben. Das Kuba der 1970er und 1980er Jahre war nicht tolerant gegenüber dem Anderssein. Man musste ein Doppelleben führen und offiziell den gewünschten Schein waren. Sein eigentliches Leben konnte man nur im Untergrund führen. Ansonsten wäre man stetigen Repressionen seitens offizieller Organisationen wie den Komitees zur Verteidigung der Revolution und anderen Massenorganisationen ausgesetzt gewesen.
Auch in künstlerischer Hinsicht beschreibt Lima sein Leben als Trans als konfliktreich. Er sei kein Fan seiner frühen Gedichte, sagte er Ende der 2010er Jahre. Sie seien zu angepasst gewesen. Er schrieb, was man hören wollte, nicht, was er wirklich fühlte.
Sein späterer Mann, Alberto Serret, hingegen war offen schwul. Leute, die nicht wussten, dass Lima trans war, irritierte dies. Für das Paar war es jedoch eine Beziehung zwischen Männern. Mit dessen Tod im Jahr 2000 entschied er sich auch offiziell nur noch als Mann aufzutreten. Er ließ jedoch keinerlei geschlechtsangleichende Maßnahmen durchführen. Er blieb für den Rest seines Lebens ein Mann im Körper einer vollwertigen Frau.

## Bibliografie

### Lyrik
- 2017: Lo que les dijo el licántropo
- 2013: Discurso de la amante
- 2011: Todo aquello que no se dice
- 2004: Zona de silencio
- 1992: Rock sucio
- 1989: Terriblemente iluminados
- 1981: Tiempo Nuestro

### Science Fiction und Fantasy
- 2016: Triángulos mágicos
- 2015: Lucrecia quiere decir perfidia
- 2014: Triángulos mágicos
- 2014: Memorias del tiempo circular
- 2010: Lucrecia quiere decir perfidia (Roman)
- 2010: Isla después del diluvio (Roman)
- 1994: Confesiones nocturnas (Roman)
- 1994: Triángulos mágicos (Roman)
- 1993: Los hijos de Adán (Erzählungen)
- 1991: Brujas (Roman)
- 1990: La desnudez y el alba (Roman, mit Alberto Serret)
- 1990: Los asesinos las prefieren rubias (Krimi-Erzählungen mit Alberto Serret)
- 1983: Espacio abierto (Science-fiction-Erzählungen mit Alberto Serret)
- 1982: Monólogo con lluvia (Erzählungen)

### Kinder- und Jugendliteratur
- 2010: El planeta de los papás-bebés (Erzählung mit Sergio Andricaín)
- 2006: Abuela Trina y Marrasquina van a la ciudad (Erzählung)
- 2000: El jardín de los seres fantásticos
- 1998: El cerdito que amaba el ballet (Erzählung, Gewinner des Juan Rulfo Preises)
- 1997: La tarde en que encontramos un hada (Erzählungen)
- 1987: El barrio de los elefantes (Erzählungen)

### Theater
- 2001: Tres historias de hotel
- 1992: Un plato de col agria (mit Alberto Serret)
- 1990: Señor de la alborada (Kantate, mit Alberto Serret)
- 1987: Violente (Rock-Oper, mit Alberto Serret)
- 1984: Sicotíteres (Kurzgeschichten fürs Kindertheater, mit Alberto Serret)
- 1984: Retratos (mit Alberto Serret)

### Film, Fernsehen und Radio
- 2006: Filo de amor (mit José Zambrano Brito).
- 2003: Yo vendo unos ojos negros
- 2001: Programa de Literatura (mit Mercedes Falconí)
- 1997: Solo de guitarra (mit Alberto Serret)
- 1997–2002: Pasado y confeso (mit Alberto Serret)
- 1995: Siete lunas, siete serpientes (mit Alberto Serret)
- 1994: Sección New Age del Programa Familia
- 1994: El chulla Romero y Flores (mit Alberto Serret)
- 1993: Tu nombre es Mujer (mit Alberto Serret)
- 1991–92: No hacen falta alas (mit Alberto Serret)
- 1990: Shiralad o el regreso de los dioses (mit Alberto Serret)
- 1990: Castillo de cristal (mit Alberto Serret)
- 1989: Solteronas en el atardecer (mit Alberto Serret und Guillermo Torres)
- 1987: Hoy es siempre todavía (mit Alberto Serret, Daína Chaviano, und Antonio Orlando Rodríguez)
- 1987: Que viva el disparate (mit Alberto Serret, Daína Chaviano, und Antonio Orlando Rodríguez)
- 1986: Del lado del corazón (mit Alberto Serret)
- 1982–83: Cuentos de Pepe Toronja
- 1979: Programa Musical de la EGREM

## Auszeichnungen
- Premio 13 de marzo der Universität Havanna für Tiempo nuestro (1991)
- Premio David, Kuba für Monólogo con lluvia (1991)
- Juan Rulfo Award in Kinderliteratur für El cerdito que amaba el ballet (1998)